# Jesús Malverde

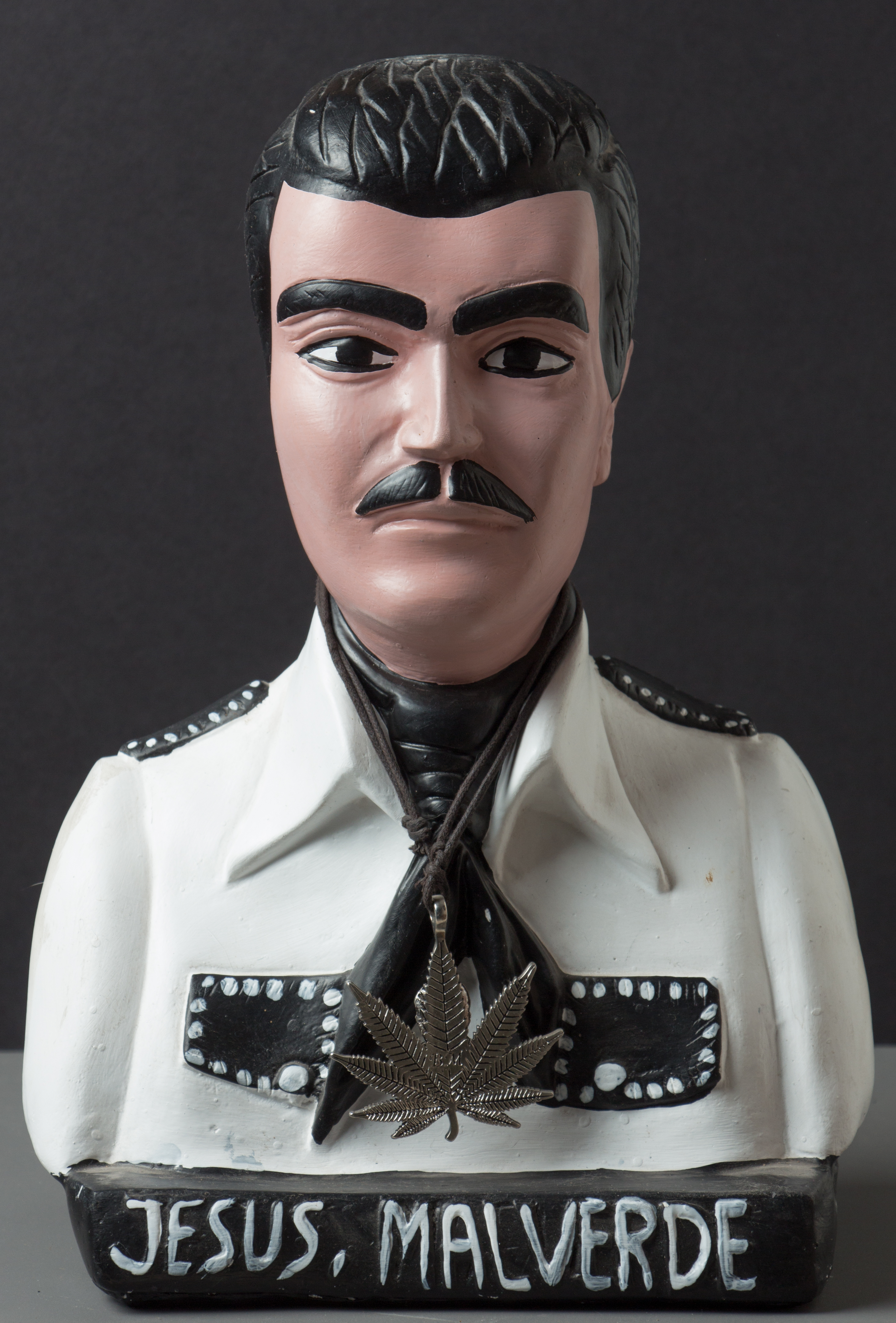
figura Jesúsa Malverde

Jesús Malverde (prawdopodobnie: Jesús Juárez Mazo) – postać niepotwierdzona historycznie, meksykański bohater ludowy otoczony lokalnym kultem, głównie w stanie Sinaloa, skąd pochodził, a także w południowo-zachodniej części USA. Zwany meksykańskim Robin Hoodem, aniołem biednych i El Narcosanton. Według ludowych podań powieszony przez władze 3 maja 1909. Przez miejscową ludność uważany za świętego – patrona handlarzy i przemytników narkotyków. W Culiacán istnieje miejsce kultu Jesúsa Malverde, podobnie w pobliżu miasta Tijuana. Nie jest uznany za świętego przez żaden Kościół (w tym również przez kościół katolicki).

## Jesús Malverde w kulturze
O kulcie Jesúsa wspomniano w amerykańskim serialu telewizyjnym Breaking Bad.
Jest też wspomniany w serialu Narcos:Mexico przez Don Neto, w odcinku 7:"Szef nad szefami" jako inspiracja w życiu jednego z szefów kartelu.